# Grosmagny
Ne doit pas être confondu avec Petitmagny.
Grosmagny est une commune française située dans le département du Territoire de Belfort, la région culturelle et historique de Franche-Comté et la région administrative Bourgogne-Franche-Comté. 
Ses habitants sont appelés les Grosmagniens.
Grosmagny est administrativement rattachée au canton de Giromagny.

## Géographie
Le village est construit sur la partie inférieure du versant sud du massif des Vosges, à la limite de la forêt. La route qui le traverse suit le parcours d'une voie romaine qui reliait Langres à Strasbourg en suivant le pied des Vosges. Le village est installé au pied de la montagne du Fayé qui culmine à 916 mètres d'altitude.
Grosmagny est la commune voisine de Petitmagny.En 2003-2004, un rond-point est construit pour faire ralentir les automobilistes.
Le bassin houiller stéphanien sous-vosgien passe sous la commune.
C'est une des 189 communes du parc naturel régional des Ballons des Vosges.

### Climat
Pour des articles plus généraux, voir Climat de la Bourgogne-Franche-Comté et Climat du Territoire de Belfort.
En 2010, le climat de la commune est de type climat de montagne, selon une étude du Centre national de la recherche scientifique s'appuyant sur une série de données couvrant la période 1971-2000. En 2020, Météo-France publie une typologie des climats de la France métropolitaine dans laquelle la commune est exposée à un climat semi-continental et est dans la région climatique  Vosges, caractérisée par une pluviométrie très élevée (1 500 à 2 000 mm/an) en toutes saisons et un hiver rude (moins de 1 °C). 
Pour la période 1971-2000, la température annuelle moyenne est de 9,2 °C, avec une amplitude thermique annuelle de 16,9 °C. Le cumul annuel moyen de précipitations est de 1 375 mm, avec 13,1 jours de précipitations en janvier et 11,3 jours en juillet. Pour la période 1991-2020, la température moyenne annuelle observée sur la station météorologique de Météo-France la plus proche, « Giromagny_sapc », sur la commune de Giromagny à 5 km à vol d'oiseau, est de 10,2 °C et le cumul annuel moyen de précipitations est de 1 636,6 mm. 
La température maximale relevée sur cette station est de 37,2 °C, atteinte le 24 juillet 2019 ; la température minimale est de −18,9 °C, atteinte le 20 décembre 2009,,. 
Les paramètres climatiques de la commune ont été estimés pour le milieu du siècle (2041-2070) selon différents scénarios d'émission de gaz à effet de serre à partir des nouvelles projections climatiques de référence DRIAS-2020. Ils sont consultables sur un site dédié publié par Météo-France en novembre 2022.

## Urbanisme

### Typologie
Au 1er janvier 2024, Grosmagny est catégorisée commune rurale à habitat dispersé, selon la nouvelle grille communale de densité à sept niveaux définie par l'Insee en 2022.
Elle appartient à l'unité urbaine d'Étueffont, une agglomération intra-départementale regroupant quatre  communes, dont elle est une commune de la banlieue,,. Par ailleurs la commune fait partie de l'aire d'attraction de Belfort, dont elle est une commune de la couronne,. Cette aire, qui regroupe 91 communes, est catégorisée dans les aires de 50 000 à moins de 200 000 habitants,.

### Occupation des sols
L'occupation des sols de la commune, telle qu'elle ressort de la base de données européenne d’occupation biophysique des sols Corine Land Cover (CLC), est marquée par l'importance des forêts et milieux semi-naturels (58 % en 2018), une proportion identique à celle de 1990 (58 %). La répartition détaillée en 2018 est la suivante : 
forêts (58 %), prairies (12,5 %), eaux continentales (11,7 %), zones agricoles hétérogènes (11,4 %), zones urbanisées (6,5 %). L'évolution de l’occupation des sols de la commune et de ses infrastructures peut être observée sur les différentes représentations cartographiques du territoire : la carte de Cassini (XVIIIe siècle), la carte d'état-major (1820-1866) et les cartes ou photos aériennes de l'IGN pour la période actuelle (1950 à aujourd'hui).

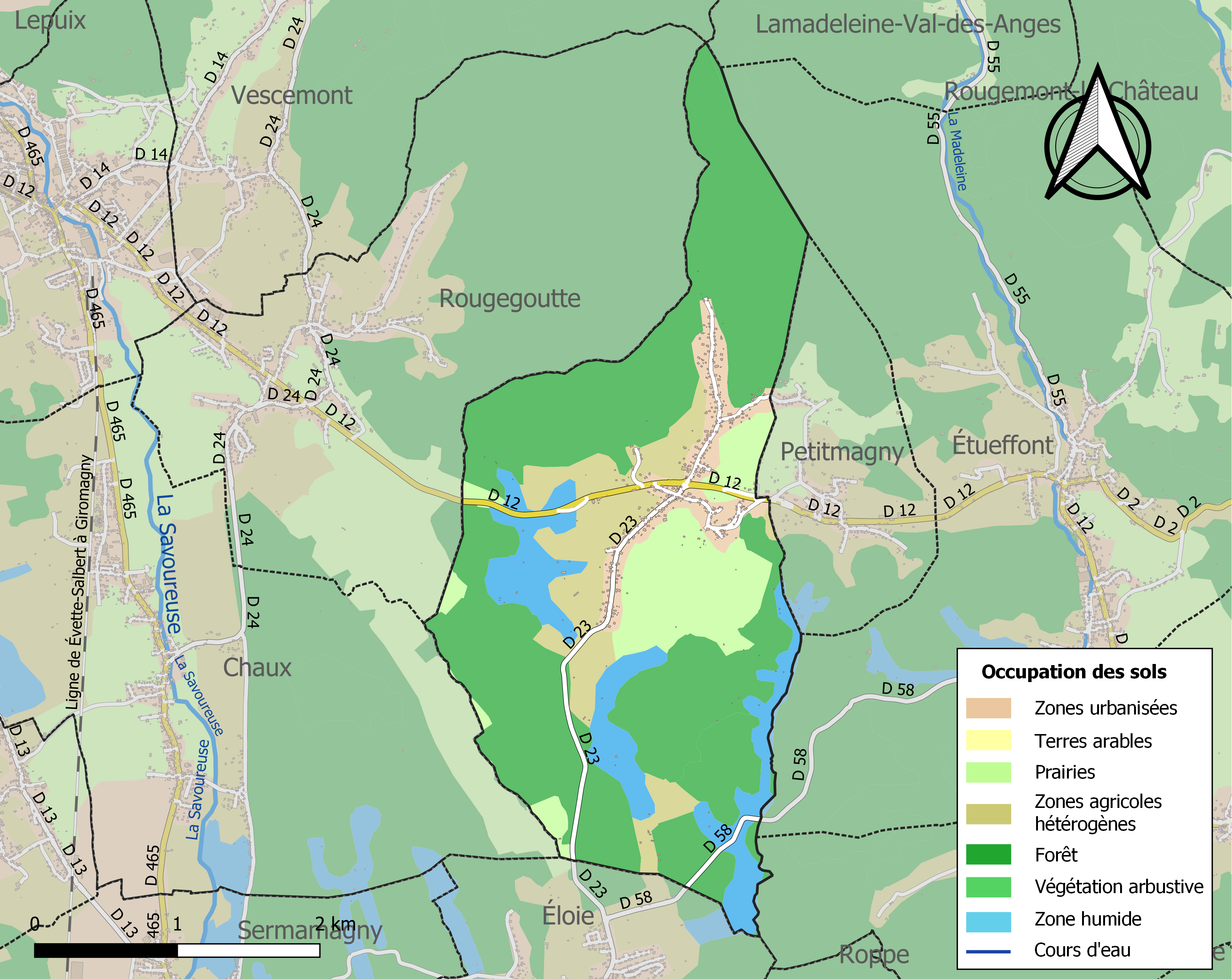
Carte des infrastructures et de l'occupation des sols de la commune en 2018 (CLC).

## Toponymie
Du latin médiéval "Aggrum" (domaine, champ) et "Masnil", ferme.
- Grumenin (1350), Grumaigni et Grumenegeny (1427), Grumaigny (1655), Magny-Gros (1801).
- En allemand : Gross-Menglatt[16].

## Histoire
Le village de Grosmagny est traversé par la voie romaine du sud des Vosges.
La première citation connue de Aggrum Masnil date du milieu du XIIe siècle.
Lors du partage de la succession de Jeanne de Montbéliard, le fief de Grosmagny échut à Jeannette de Ferrette, sa fille, qui avait épousé l'archiduc Albert d'Autriche.
Le village dépendait de la paroisse de Rougegoutte jusque vers 1796, époque de la construction de l'église Saint-Georges. Elle fut érigée à ce moment-là en paroisse autonome et le village d'Éloie lui fut rattaché.

## Héraldique
|  | Les armes de la commune se blasonnent ainsi : D'azur aux trois flèches renversées d'or, passées en sautoir et en pal, liées de gueules |

## Politique et administration

### Liste des maires

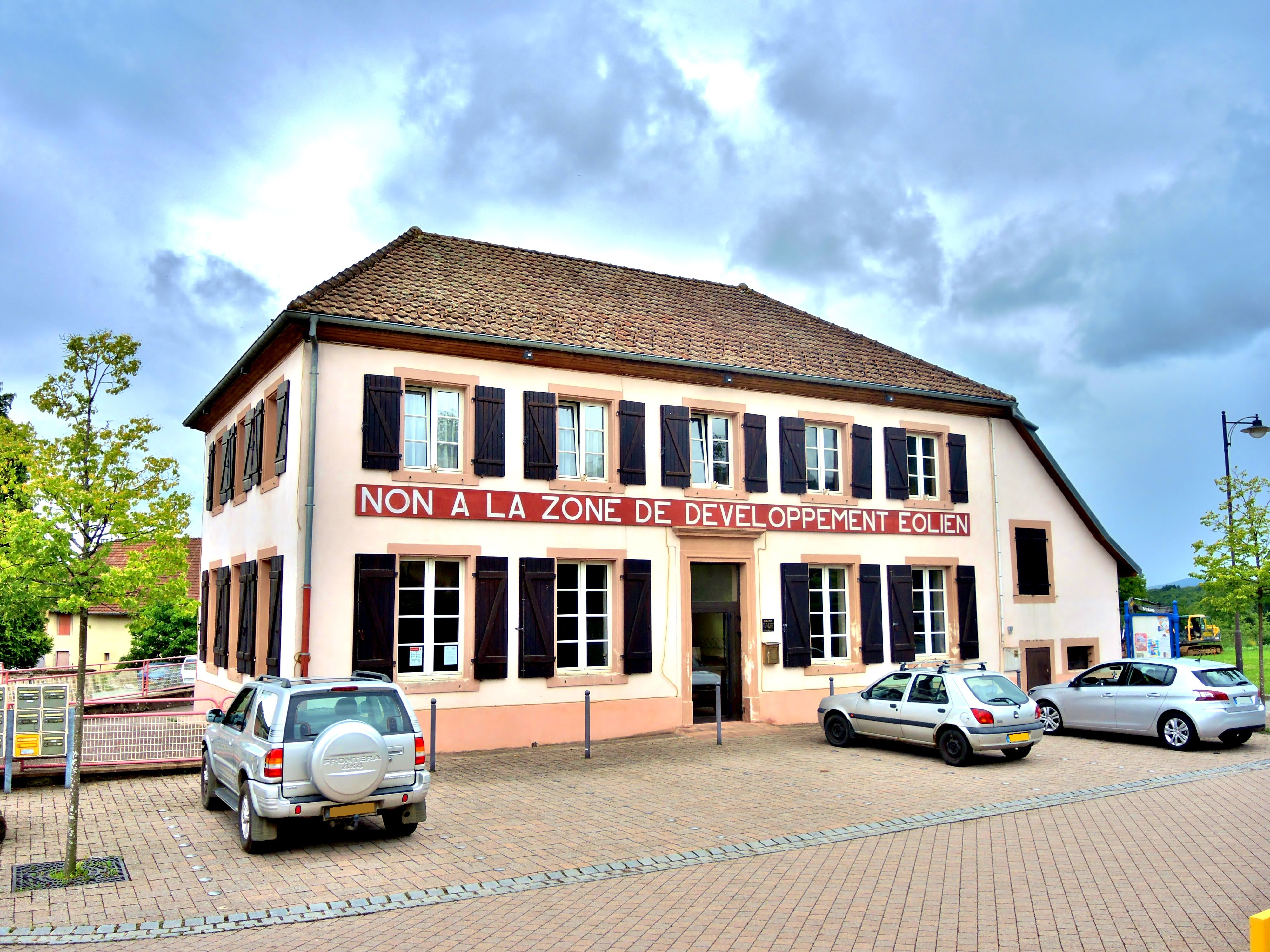
La mairie-école de Grosmagny.

| Période                                  | Période  | Identité          | Étiquette | Qualité |
| ---------------------------------------- | -------- | ----------------- | --------- | ------- |
| Les données manquantes sont à compléter. |          |                   |           |         |
| mars 2008                                | En cours | Maurice Leguillon |           |         |

### Budget et fiscalité 2015
En 2015, le budget de la commune était constitué ainsi :
- total des produits de fonctionnement : 328 000 €, soit 569 € par habitant ;
- total des charges de fonctionnement : 180 000 €, soit 313 € par habitant ;
- total des ressources d’investissement : 68 000 €, soit 119 € par habitant ;
- total des emplois d’investissement : 45 000 €, soit 79 € par habitant ;
- endettement : 141 000 €, soit 246 € par habitant.

Avec les taux de fiscalité suivants :
- taxe d’habitation : 12,40 % ;
- taxe foncière sur les propriétés bâties : 9,14 % ;
- taxe foncière sur les propriétés non bâties : 47,34 % ;
- taxe additionnelle à la taxe foncière sur les propriétés non bâties : 0,00 % ;
- cotisation foncière des entreprises : 0,00 %.

## Population et société

### Démographie
L'évolution du nombre d'habitants est connue à travers les recensements de la population effectués dans la commune depuis 1793. Pour les communes de moins de 10 000 habitants, une enquête de recensement portant sur toute la population est réalisée tous les cinq ans, les populations de référence des années intermédiaires étant quant à elles estimées par interpolation ou extrapolation. Pour la commune, le premier recensement exhaustif entrant dans le cadre du nouveau dispositif a été réalisé en 2007.

En 2022, la commune comptait 551 habitants, en évolution de +2,99 % par rapport à 2016 (Territoire de Belfort : −2,78 %, France hors Mayotte : +2,11 %).
| 1793 | 1800 | 1806 | 1821 | 1831 | 1836 | 1841 | 1846 | 1851 |
| ---- | ---- | ---- | ---- | ---- | ---- | ---- | ---- | ---- |
| 501  | 505  | 562  | 669  | 725  | 689  | 640  | 712  | 693  |

| 1856 | 1861 | 1866 | 1872 | 1876 | 1881 | 1886 | 1891 | 1896 |
| ---- | ---- | ---- | ---- | ---- | ---- | ---- | ---- | ---- |
| 607  | 625  | 660  | 609  | 646  | 646  | 628  | 574  | 548  |

| 1901 | 1906 | 1911 | 1921 | 1926 | 1931 | 1936 | 1946 | 1954 |
| ---- | ---- | ---- | ---- | ---- | ---- | ---- | ---- | ---- |
| 507  | 487  | 445  | 361  | 335  | 316  | 256  | 259  | 266  |

| 1962 | 1968 | 1975 | 1982 | 1990 | 1999 | 2006 | 2007 | 2012 |
| ---- | ---- | ---- | ---- | ---- | ---- | ---- | ---- | ---- |
| 273  | 270  | 337  | 357  | 464  | 483  | 516  | 521  | 563  |

| 2017 | 2022 | - | - | - | - | - | - | - |
| ---- | ---- | - | - | - | - | - | - | - |
| 524  | 551  | - | - | - | - | - | - | - |

### Enseignement
Le village comporte une école maternelle avec les classes de petite et moyenne section et aussi une école primaire en dessous de la mairie avec les classes de grande section, de CP et de Ce1. Les élèves de Ce2, de Cm1 et de Cm2 sont scolarisés à l'école de Petitmagny.

### Personnalités liées à la commune
- Victor Mirkin (1909-1944), résistant français, Compagnon de la Libération.

## Lieux et monuments

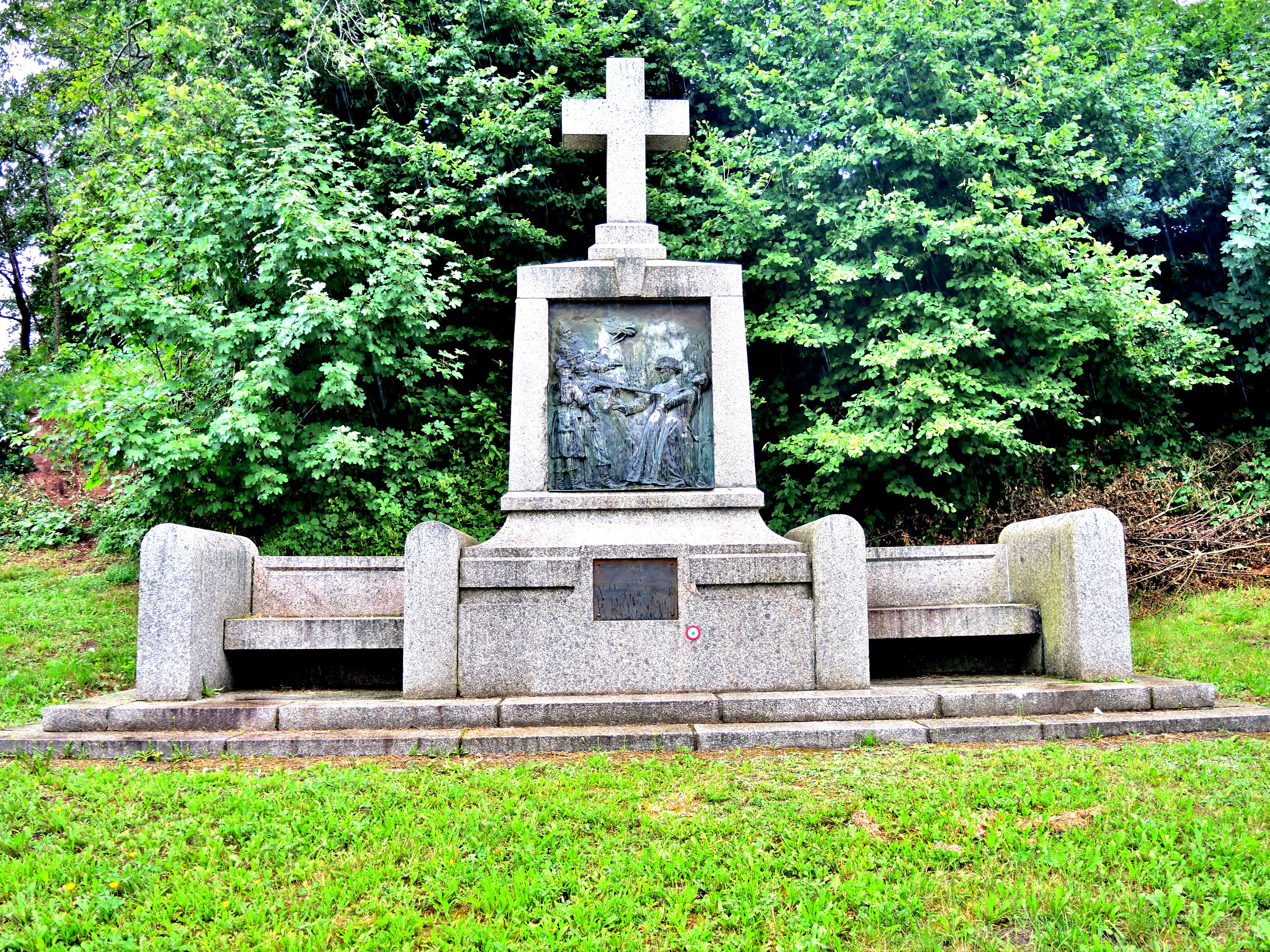
Monument-stèle du curé Miclo.

- Chapelle du GrippotMonument-stèle du curé Miclo.L'église Saint-Georges (paroisse Sainte-Madeleine), son horloge et ses cloches[25].
- La chapelle du Grippot 1867-1933[26].
- Les monuments commémoratifs[27].

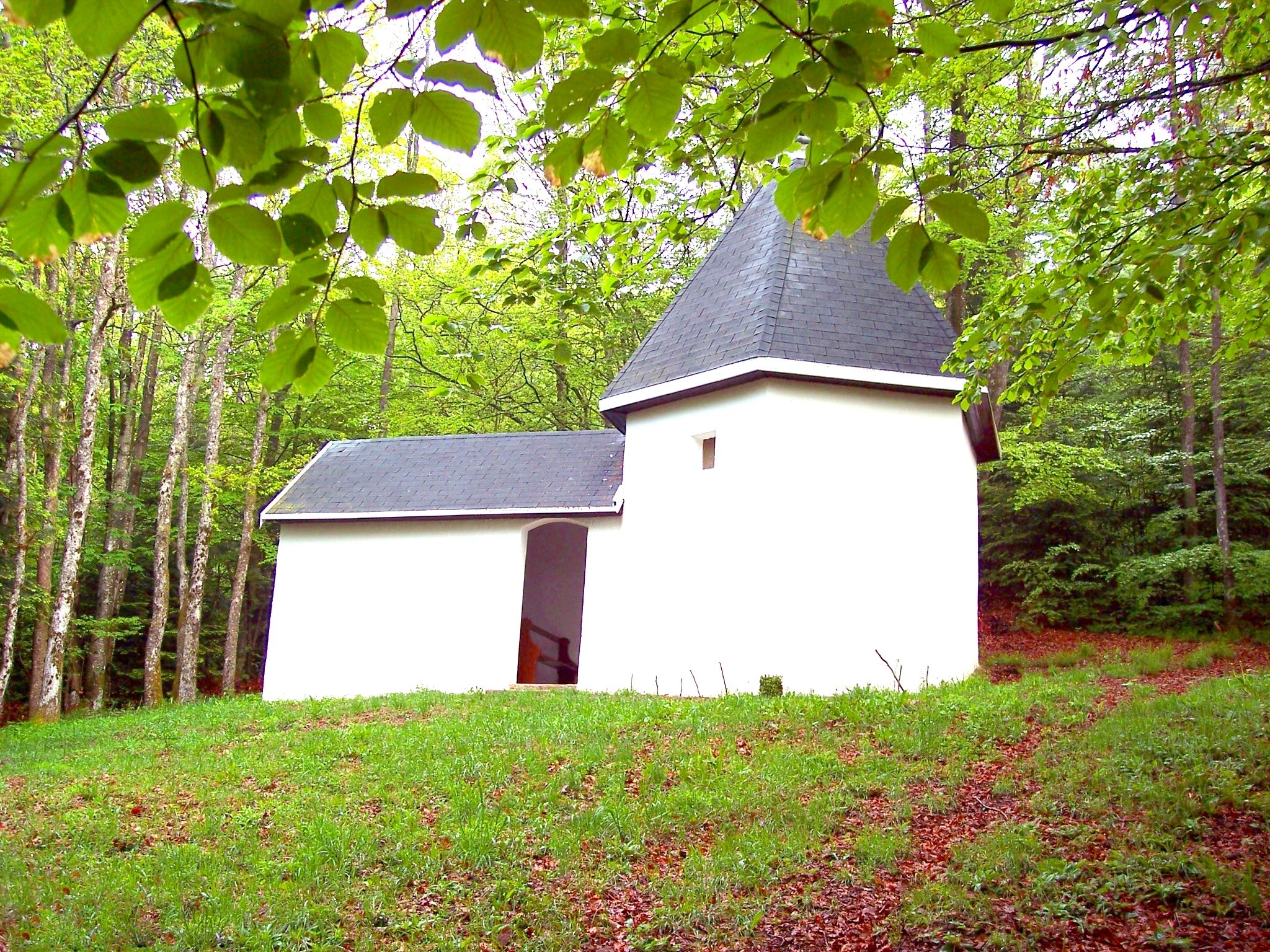
Chapelle du Grippot

- Le monument de Étueffon, fin du XIXe siècle.

## Pour approfondir